# Bernardo Redín
Bernardo Redín Valverde (* 26. Februar 1963 in Cali) ist ein ehemaliger kolumbianischer Fußballspieler und heutiger -trainer. Der offensive Mittelfeldspieler spielte 40-mal für die Nationalmannschaft und gewann auf Vereinsebene zwei nationale Meisterschaften.

## Karriere

### Verein
Bernardo Redín begann seine Profikarriere 1981 bei Deportivo Cali, wo er bis 1989 unter Vertrag stand. 1990 wechselte er nach Europa zum bulgarischen Spitzenklub ZSKA Sofia, bei dem er zwei Jahre aktiv war. Nach seiner Rückkehr nach Kolumbien spielte er von 1992 bis 1996 für América de Cali. Es folgten Engagements bei Deportes Quindío (1996–1997) und Unicosta (1998). 1999 schloss er sich Deportes Tolima an, ehe er 2000 zu Atlético Huila wechselte. Im Jahr 2001 spielte er zunächst für den bolivianischen Klub Oriente Petrolero, bevor er noch einmal kurz zu Atlético Huila zurückkehrte und dort seine Karriere beendete. Er gewann die Meisterschaften 1992 mit América de Cali in Kolumbien und 2001 mit Oriente Petrolero in Bolivien.

### Nationalmannschaft
Redín debütierte im Juli 1987 für die Nationalmannschaft bei der Copa América, bei der er vier Mal zum Einsatz kam und mit Kolumbien den dritten Turnierplatz belegte. Zwei Jahre später nahm er an der Copa América 1989 teil, bei der er alle vier Spiele absolvierte, jedoch mit seinem Team als Gruppendritter hinter Paraguay und Brasilien ausschied. Nach der erfolgreichen Qualifikation zur Weltmeisterschaft 1990 stand er auch beim Turnier in Italien im Kader. Dort verpasste er nur das letzte Gruppenspiel gegen Deutschland. Die Cafeteros kamen als Gruppendritter ins Achtelfinale, in dem sie gegen die Überraschungsmannschaft aus Kamerun mit 1:2 nach Verlängerung ausschieden. Redín erzielte in der 115. Spielminute den 1:2-Anschlusstreffer. Auch beim 2:0-Erfolg im Gruppenspiel gegen die Vereinigten Arabischen Emirate hatte er bereits getroffen. Bei seinem letzten Turnier, der Copa América 1991, wurde der Mittelfeldspieler Turniervierter. Die 1:2-Niederlage gegen Argentinien in der Finalrunde des Turniers war sein 40. und letztes Länderspiel. Er erzielte fünf Tore im Nationaltrikot.

### Trainer
Nach seinem Rücktritt vom aktiven Fußball widmete sich Redín der Trainerlaufbahn. Er übernahm unter anderem die kolumbianischen Teams Atlético Huila, Deportivo Cali, América de Cali sowie den bolivianischen Klub The Strongest. Im September 2008 wurde er als Cheftrainer von Deportivo Pasto verpflichtet und trat die Nachfolge von Jorge Bermúdez, mit dem er als Spieler 1992 gemeinsam Meister geworden war, an. Aufgrund enttäuschender Ergebnisse in der Apertura 2009 musste er den Posten jedoch wieder räumen. Zwischen 2010 und 2011 trainierte er Academia Compensar in der kolumbianischen zweiten Liga. Im zweiten Halbjahr 2012 übernahm er die Koordination der Jugendabteilung von Atlético Bucaramanga. Aufgrund schwacher Leistungen seines Vorgängers wurde er Mitte 2013 zum Cheftrainer des Vereins befördert.
Mit der Verpflichtung von Reinaldo Rueda bei Atlético Nacional schloss sich Redín dem Trainerstab als Co-Trainer an. Er begleitete Rueda auch bei dessen Stationen beim CR Flamengo in Brasilien, der chilenischen, kolumbianischen und honduranischen Nationalmannschaft. Er selbst übernahm neben dem Co-Trainer-Posten auch die U23 von Chile und Honduras. Mit der U23 Chiles verpasste er nur aufgrund des schlechteren Torverhältnisses die Olympia-Qualifikation 2020, ausgerechnet im Vergleich gegen sein Heimatland Kolumbien. Seit 2022 trainiert er wieder hauptverantwortlich den Verein und war bei Cúcuta Deportivo sowie beim peruanischen Verein Deportivo Garcilaso tätig.

## Erfolge
América de Cali
- Kolumbianischer Meister: 1992

Oriente Petrolero
- Bolivianischer Meister: 2001